# Габријела Чилми
Габријела Лучија Чилми (енгл. Gabriella Lucia Cilmi; Мелбурн, 10. октобар 1991) је аустралијска кантауторка италијанског порекла, добитница шест ARIA музичких награда. Најпознатија је по свом првом синглу „Sweet About Me“, који је у Аустралији достигао платинасти тираж од 70.000 продатих копија.

## Биографија
Габријела је рођена 10. октобра 1991. у Мелбурншком предграђу Данденонг. Има италијанске корене и живи са својим родитељима мајком Паулом и оцем Џоом. Има брата који се зове Џозеф. Упознала је радио коментатора Џека Бола у Бризбејну 2008. године на једном догађају у организацији радио станице Б105. Након тога њихова је веза постала популарна тема у аустралијским медијима.
У млађим годинама, Габријела је показивала интерес за различите музичке стилове, а њени узори су били Нина Симон, Лед Цепелин, а посебно Џенис Џоплин. У то је време са својим бендом Foucault изводила обраде песама Лед Цепелина, Џета и других. Снимила је своје песме са текстописцима и продуцентима Барбаром и Адријаном Хананом из продуцентске куће The SongStore.
У 2004. години Габријела је скренула пажњу Михаела Парисија, једног од руководећих у компанији Warner Music, приликом извођења обраде песме Ролингстонса Jumping Jack Flash на музичком фестивалу у Мелбурну. Са 13 година отпутовала је у САД и Уједињено Краљевство како би потписала четири уговора са дискографским кућама.
Дебитантски албум, Lessons to Be Learned, објавила је 2008, а имао је запажен међународни успех. Године 2010. је снимила свој други албум, под називом Ten. Њен трећи студијски албум, Sting, биће објављен у октобру 2013.

## Дискографија
- (2008)
- (2010)
- (2013)

## Галерија слика
- Габријела Чилми на наступу (новембар 2008)
- Габријела на фестивалу „Годива“